# Copa Dr. Carlos Ibarguren
A Copa Dr. Carlos Ibarguren, também chamada em alguns casos de Campeonato Argentino[carece de fontes?] ou simplesmente Copa Ibarguren, foi uma copa do futebol argentino oficial disputada entre clubes entre 1913 e 1958. Teve um total de 21 edições reconhecidas oficialmente pela Associação do Futebol Argentino (AFA).

## História

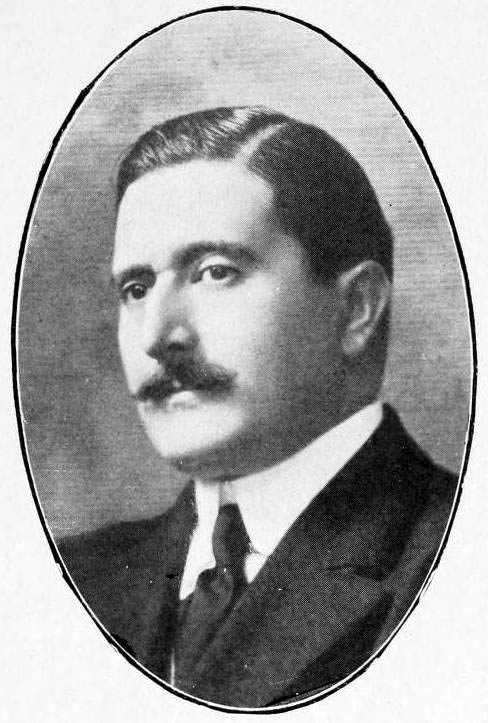
Carlos Inarguren, Ministro da Instrução Pública, doador do troféu.

O troféu foi doado pelo Ministro da Instrução Pública argentino, Dr. Carlos Ibarguren, para ser jogado entre os campeões de todas as ligas regionais da Argentina.
Entre 1913 e 1925, o vencedor da copa recebeu a honra de ser o "Campeão Argentino". Isso porque a copa colocava os dois campeões mais fortes do país para se enfrentarem, representados pela liga de Buenos Aires (Primera División) e pela liga de Rosário (com suas equipes afiliadas competindo na Copa Nicasio Vila). O enfrentamento entre os campeões das duas ligas durou até 1941, com exceção da edição de 1939. A partir de 1942 foi disputada de forma esporádica e os jogos eram entre os campeões da Primera División com os da Copa Presidente de la Nación.
A copa disputada como jogo único foi contestada durante:
- 1913–1938: Primera División vs. Liga Rosarina
- 1939: Primera División vs. Liga do Litoral
- 1940–1941: Primera División vs. Liga Rosarina
- 1942–1958: Primera División vs. Copa Presidente de la Nación

## Edições
Fonte: 
Nota: Os títulos da Liga Mendocina de Fútbol e Liga Cordobesa de Fútbol não foram reconhecidos oficialmente pela AFA.
| Ano  | Campeão                                     | Placar                                      | Vice-campeão                                |
| ---- | ------------------------------------------- | ------------------------------------------- | ------------------------------------------- |
| 1913 | Racing                                      | 3–1                                         | Newell's Old Boys                           |
| 1914 | Racing                                      | 1–0                                         | Rosario Central                             |
| 1915 | Rosario Central                             | 0–0 3–1                                     | Racing                                      |
| 1916 | Racing                                      | 6–0                                         | Rosario Central                             |
| 1917 | Racing                                      | 3–2                                         | Rosario Central                             |
| 1918 | Racing                                      | 4–0                                         | Newell's Old Boys                           |
| 1919 | Boca Juniors                                | 1–0                                         | Rosario Central                             |
| 1920 | Tiro Federal                                | 4–0                                         | Boca Juniors                                |
| 1921 | Newell's Old Boys                           | 3–0                                         | Huracán                                     |
| 1922 | Huracán                                     | 1–1 1–0                                     | Newell's Old Boys                           |
| 1923 | Boca Juniors                                | 1–0                                         | Rosario Central                             |
| 1924 | Boca Juniors                                | 3–2                                         | Belgrano (R)                                |
| 1925 | Huracán                                     | 2–1                                         | Tiro Federal                                |
| 1937 | River Plate                                 | 5–0                                         | Rosario Central                             |
| 1938 | Independiente                               | 5–3                                         | Rosario Central                             |
| 1939 | Independiente                               | 5–0                                         | Central Córdoba (R)                         |
| 1940 | Boca Juniors                                | 5–1                                         | Rosario Central                             |
| 1941 | River Plate                                 | 3–0                                         | Newell's Old Boys                           |
| 1942 | River Plate                                 | 7–0                                         | Liga Cordobesa                              |
| 1944 | Boca Juniors                                | 6–0                                         | Liga Tucumana                               |
| 1950 | Nenhum campeão foi reconhecido oficialmente | Nenhum campeão foi reconhecido oficialmente | Nenhum campeão foi reconhecido oficialmente |
| 1952 | River Plate                                 | 1–1                                         | Liga Cultural (SdE)                         |
| 1958 | Nenhum campeão foi reconhecido oficialmente | Nenhum campeão foi reconhecido oficialmente | Nenhum campeão foi reconhecido oficialmente |

### Títulos por clube
| Time              | Títulos | Ano(s) do(s) título(s)       |
| ----------------- | ------- | ---------------------------- |
| Racing            | 5       | 1913, 1914, 1916, 1917, 1918 |
| Boca Juniors      | 5       | 1919, 1923, 1924, 1940, 1944 |
| River Plate       | 4       | 1937, 1941, 1942, 1952       |
| Huracán           | 2       | 1922, 1925                   |
| Independiente     | 2       | 1938, 1939                   |
| Rosario Central   | 1       | 1915                         |
| Tiro Federal      | 1       | 1920                         |
| Newell's Old Boys | 1       | 1921                         |